# Protea caffra subsp. kilimandscharica
Sous-espèce
Classification phylogénétique
Protea caffra subsp. kilimandscharica est une sous-espèce plantes à fleurs de l'espèce Protea caffra, du genre Protea et de la famille des Proteaceae. C'est une plante vivace. Elle se développe notamment au sein des landes du Kilimandjaro et du Mont Kenya, entre 2300 et 3800 m d'altitude.
C'est un arbuste ou un petit arbre. Il peut être confondu avec Protea gaguedi ou avec Protea rubrobracteata.

## Synonyme
- Protea kilimandscharica Engl.